# Font de la Molina (Carreu)

La Font de la Molina, respecte del terme d'Abella de la Conca

La Font de la Molina és una font del terme municipal d'Abella de la Conca, a la comarca del Pallars Jussà situada a la vall de Carreu.
Està situada a 1.242 m d'altitud, al nord-est de l'antiga caseria de Carreu, una mica per damunt seu. És també una mica per damunt del Camí de Carreu, a prop seu, al nord-est de la caseria.

## Etimologia
Es tracta d'un topònim romànic modern, de caràcter descriptiu: és la font que es troba a prop de la Molina de Carreu.